# هيلين ليندغرين
هيلين ليندغرين (بالسويدية: Hellen Lindgren)‏ هو مترجم سويدي، ولد في 27 يونيو 1857، وتوفي في 9 فبراير 1904.